# Яламетса
Я́ламетса (ест. Jalametsa küla) — село в Естонії, у волості Ярва повіту Ярвамаа.

## Населення
Чисельність населення на 31 грудня 2011 року становила 22 особи.

## Історія
З 19 грудня 1991 до 21 жовтня 2017 року село входило до складу волості Імавере.